# Pavlice (Trnava)
Pavlice es un municipio del distrito de Trnava en la región de Trnava, Eslovaquia, con una población estimada a final del año 2024 de 535 habitantes.
Se encuentra ubicado en el centro de la región, cerca del río Váh (cuenca hidrográfica del Danubio) y de la frontera con la región de Bratislava.

## Demografía
| Año        | 1994 | 2004    | 2014     | 2024    |
| ---------- | ---- | ------- | -------- | ------- |
| Población  | 510  | 484     | 533      | 535     |
| Diferencia |      | −5,09 % | +10,12 % | +0,37 % |

| Año        | 2023 | 2024    |
| ---------- | ---- | ------- |
| Población  | 532  | 535     |
| Diferencia |      | +0,56 % |